# Gérard Roucariès
Gérard Roucariès est un joueur français de rugby à XV, né le 13 août 1932 à Rivesaltes et mort le 19 août 2009 à Perpignan. Il a joué avec l'équipe de France, l'USA Perpignan et le Stade toulousain au poste de deuxième ligne (1,85 m pour 106 kg). 

## Carrière de joueur

### En club
- Jusqu'en 1955 : Union Sportive Arlequins Perpignanais
- À partir de 1955 : Stade toulousain

### En équipe nationale
Il a disputé un test match le 14 janvier 1956 contre l'équipe d'Écosse.

## Palmarès

### En club
- Championnat de France de première division :
  - Champion (1) : 1955
- Challenge Yves du Manoir :
  - Vainqueur (1) : 1955

### En équipe nationale
- Sélections en équipe nationale : 1
- Tournoi des Cinq Nations disputé : 1956